# 歴史法学
歴史法学（れきしほうがく、独: Geschichtliche Rechtsschule、英: Historical jurisprudence）とは、19世紀初頭のドイツを中心に起こった歴史主義を採る歴史法学派（れきしほうがくは）と彼らによる、法の歴史的研究を重要視する法学を指す。後の法制史研究の源流となった。

## 概要
先駆者としてフーゴーを挙げることも可能であるが、歴史法学派の祖であり完成者とされるのは、サヴィニーである。
当時ドイツでは、ナポレオン時代に導入されたフランス民法典は、自然法を法典化したものだと考えられていた。
サヴィニーは、法を言語と同じ様に民族共通の確信である「民族精神」（Volksgeist、ヴォルクスガイスト）の発露として捉え、民族の歴史とともに自ずから発展するものであるとして、フランス法流の自然法概念を否定したのである。ところが、彼は、法典論争において、フランス民法典を廃棄して、ゲルマン的な中世ローマ法を復活させるべきとか、統一的なゲルマン法典を制定すべきとの意見に与しない。そうして彼は、ゲルマン民族の全盛を築き上げたと考える神聖ローマ帝国概念を重視した。その法的根拠であるローマ法を純粋なものに還し、そこから導かれた法理論によって近代ドイツに相応しい法体系を導くべしとした。ゲルマン民族古来のゲルマン法の価値を認めず、それが混じった中世ローマ法を、「文化的に劣った時代の単なる無知と愚鈍の産物」として排除しようとしたのである。
これに対しては、ドイツ民族の根幹にあるゲルマン民族の法であるゲルマン法こそが真の民族精神の発露であり、ローマ法こそ廃棄すべき外来法であるとする意見が台頭し、サヴィニーらのロマニステンとこれに反対するゲルマニステンに分裂することとなった。
サヴィニーの弟子のベルンハルト・ヴィントシャイトは、パンデクテン体系と呼ばれる法体系を集大成し、ドイツで初めての統一法典である1896年のドイツ民法典で採用されることになった。以後、ドイツ歴史法学派は法学志向と法制史志向に分裂して解体していった。
後に民族精神の強調が偏狭な民族主義と結びつき、ドイツにおいてはナチズムと結びつくなどの問題点を抱えることとなった。

## ドイツ国外への影響

### 日本
大日本帝国憲法起草者の井上毅は歴史法学の影響を受けた。

### イギリス
国外においてもイギリスのメインのように法制史の確立が図られていった。